# Denwick
Denwick is een civil parish in de unitary authority Northumberland, in het gelijknamige Engelse graafschap Northumberland. In 2001 telde het dorp 266 inwoners.